# Joan Cornellà
Joan Cornellà Vázquez (Barcelona, 11 de enero de 1981) es un ilustrador e historietista español. Sus viñetas se caracterizan por ser una mezcla entre humor absurdo y humor negro.

## Biografía
Ha colaborado en publicaciones como La Cultura del Duodeno, El Periódico, Le Monde, TMEO, el diario Ara y The New York Times.
En 2009, ganó la tercera edición del Premio Josep Coll en la categoría de menores de 30 años con su álbum Abulio, publicada al año siguiente por Ediciones Glénat.
Empezó a colaborar con la revista El Jueves realizando historietas para la sección de actualidad.
En 2012 aparece Fracasa mejor, una selección de las historietas en blanco y negro realizadas durante los tres años anteriores. Gran parte del material es inédito, aunque también contiene material publicado en El Jueves y diversos fanzines.
En 2013 publica Mox Nox, una recopilación de historietas mudas de una sola página y autoconclusivas, cuyo contenido oscila entre el humor negro y el absurdo.
Uno de sus últimos trabajos consistió en diseñar la carátula del álbum Schmilco (2016) de la banda estadounidense Wilco.
En abril de 2022 saca una colección en formato digital NFT (Non-fungible token) de 5555 personajes únicos con distintos atributos cada uno. Esta colección está en la plataforma de mercado de arte digital OpenSea

## Obra
| Años | Título        | Formato                      | Publicación      | ISBN                   |
| ---- | ------------- | ---------------------------- | ---------------- | ---------------------- |
| 2010 | Abulio        | 64 páginas en B/N            | Ediciones Glénat | ISBN:978-84-9947-031-3 |
| 2012 | Fracasa Mejor | 48 páginas en B/N. 17x23cm   | Autoedición      |                        |
| 2013 | Mox Nox       | 48 páginas en color          | Bang ediciones   | ISBN:978-84-1505-197-8 |
| 2015 | Zonzo         | 48 páginas en color          | Autoedición      |                        |
| 2022 | MOAR          | NFT (5555 personajes únicos) | OpenSea          |                        |